# Condado de Modoc
El condado de Modoc (en inglés: Modoc County), fundado en 1874, es uno de los 58 condados del estado estadounidense de California. En el año 2008, el condado tenía una población de 9184 habitantes y una densidad poblacional de 0,8 personas por km². La sede del condado es Alturas.

## Geografía
Según la Oficina del Censo, el condado tiene un área total de 10 885.7 km², de la cual 10 214.9 km² es tierra y 663 km² (6.17%) es agua.

### Condados adyacentes
- Condado de Lake & condado de Klamath, Oregón (norte)
- Condado de Washoe, Nevada (este)
- Condado de Lassen (sur)
- Condado de Shasta (suroeste)
- Condado de Siskiyou (oeste)

### Localidades

#### Ciudades
Alturas 

#### Lugares designados por el censo
Adin |
California Pines |
Canby 
Cedarville |
Daphnedale Park |
Fort Bidwell | 
Lake City

#### Áreas no incorporadas
Ambrose |
Boles |
Bormister |
Brooks Mill |
Campbell |
Cantrall Mill |
Christensen |
Copic |
Cornell |
D Flourney |
Dalton |
Davis Creek |
Day |
Demuth |
Derner |
Dibble Place |
Eagleville |
Fairport |
Fletcher Place |
Flourney |
Grizzlie Place |
Hackamore |
Hannchen |
Harper |
Homestead |
Juniper |
K Flourney |
Kalina |
Kandra |
Kauffman |
Kephart |
Lake City |
Lakeview Junction |
Likely |
Liskey |
Lookout |
Lookout Junction |
Mammoth |
McArthur |
McGarva |
Meares |
Menlo Baths |
Mulkey Place |
New Pine Creek |
Newell |
Old Hulbert Place |
Perez |
R Flourney |
Ramsey |
Scarface |
Staley |
Stronghold |
Surprise Station |
Tionesta |
Tuber |
Vestil |
White Horse |
Williams |
Willow Ranch 

## Demografía
En el censo de 2000, había 9449 personas, 3784 hogares y 2550 familias residiendo en el condado. La densidad poblacional era de 1 personas por km². En el 2000 había 4807 unidades habitacionales en una densidad de 1 por km². La demografía del condado era de 85.94% blancos, 0.69% afroamericanos, 4.21% amerindios, 0.61% asiáticos, 0.07% isleños del Pacífico, 2.76% de otras razas y 2.78% de dos o más razas. 11.51% de la población era de origen hispano o latino de cualquier raza.
Según la Oficina del Censo en 2000 los ingresos medios por hogar en la localidad eran de $27 522, y los ingresos medios por familia eran $35 978. Los hombres tenían unos ingresos medios de $30 538 frente a los $30 538 para las mujeres. La renta per cápita para la localidad era de $17 285. Alrededor del 21.5% de la población estaban por debajo del umbral de pobreza.

## Transporte

### Principales autopistas
- U.S. Route 395
- Ruta Estatal 139
- Ruta Estatal 299